# Federico Tassinari
Federico Tassinari (Rimini, 14 giugno 1977) è un cestista italiano con cittadinanza sammarinese.

## Carriera

### Club
Cresciuto nelle giovanili del Basket Rimini, ha militato dal 1997 al 2001 con la Pallacanestro Titano di San Marino tra la Serie C1 e la B2 del campionato italiano, tuttavia nel 2000-2001 ha preso parte anche alla Coppa Korać in un'edizione che ha visto per la prima volta una formazione sammarinese partecipare alle coppe europee di basket. Nella stagione 2001-2002 ha fatto parte della Nuova Pallacanestro Vigevano che ha chiuso al primo posto il girone A della Serie B d'Eccellenza di quell'anno, venendo però eliminata in semifinale play-off. L'anno seguente è approdato alla Pallacanestro Patti, sempre in Serie B d'Eccellenza.
Nell'estate del 2003 è tornato al Basket Rimini, nel frattempo ribattezzato Crabs, con cui ha disputato il primo campionato di Legadue della sua carriera. Ha chiuso la regular season con una media di 14,1 minuti e 3,9 punti a partita, ma con anche il 54,4% da tre punti a fronte di 25 centri su 46 tentativi. L'anno seguente ha totalizzato 12,3 minuti e 2,9 punti (30,3% da tre), mentre nel 2005-2006 ha viaggiato a 9,8 minuti e 2,7 punti (33,3% da tre).
Nel luglio del 2006 si è accordato con la Fulgor Libertas Forlì, squadra impegnata nella terza serie nazionale. Qui ha trascorso quattro annate, rimanendovi fino al 2010. Ha avuto poi un biennio alla PMS Moncalieri/Torino, società di Serie A Dilettanti. Nell'ottobre del 2012, a campionato in corso, Tassinari è ritornato a giocare per i Crabs Rimini, che intanto erano ripartiti dalla quarta serie nazionale. Questa nuova parentesi è durata quattro stagioni. Successivamente ha giocato un anno con lo Skizzo Rimini in Promozione e due anni con il Bellaria Basket in Serie D. Ha ripreso a giocare nel gennaio 2023, quando insieme all'ex compagno di squadra Francesco Foiera ha fatto ritorno al Bellaria Basket che nel frattempo era sceso nel campionato di Promozione.

### Nazionale
Essendo in possesso del passaporto sammarinese, ha potuto far parte della nazionale biancazzurra. Con essa, ha conquistato la medaglia d'oro al campionato europeo FIBA dei piccoli stati del 2002 e l'argento nella precedente edizione del 2000. Nel 2001 e nel 2007 ha inoltre ottenuto la medaglia di bronzo ai Giochi dei piccoli stati d'Europa.